# 埃爾克哈特鎮區 (印地安納州埃爾克哈特縣)
埃爾克哈特鎮區（英語：Elkhart Township）是位於美國印地安納州埃爾克哈特縣的一個行政鎮區。

## 地方資料
根據2010年美國人口普查的數據，埃爾克哈特鎮區的面積為92.40平方千米，當中陸地面積為90.80平方千米，而水域面積為1.60平方千米。當地共有人口36487人，而人口密度為每平方千米394.88人。